# Plötz
Plötz är en ortsteil i staden Wettin-Löbejün i Saalekreis i förbundslandet Sachsen-Anhalt i Tyskland. Plötz var en kommun fram till den 1 januari 2011 när den uppgick i Wettin-Löbejün. Plötz hade 658 invånare 2010.